# کمبریج، تاسمانی
کمبریج (به انگلیسی: Cambridge) یک حومه شهر در استرالیا است که در City of Clarence واقع شده‌است.